# Цифровий буклет
Цифрови́й букле́т — цифровий еквівалент буклетів музичних релізів на фізичних носіях, який часто можна отримати при купівлі завантаження музики (за умови придбання всього альбому чи синглу, а не окремих пісень). Файл поширюється у форматі PDF. How to Dismantle an Atomic Bomb, студійний альбом рок-гурту U2, який було видано 22 листопада 2004 р., став першим релізом в історії, що постачався з цифровим буклетом. Завантажити файл можна було з iTunes Store, найпопулярнішої наразі інтернет-крамниці з тих, що надають цю можливість.